# Лявон Заяц
Лявон Заєць (березень 1890, с. Довгиново Вілейського повіту Віленської губернії, нині Вілейський район, Мінська область - 23 вересня 1935, Уфа, Росія)  — білоруський політичний і громадський діяч, публіцист, мемуарист. 

## Біографія
Закінчив Петербурзький університет. У 1914-1916 рр. - контролер Вільнюського акцизного управління, у 1916-1917 рр. - працював у Мінську у Всеросійському земсоюзі. Член партії білоруських есерів. На 1-му Всебілоруському з'їзді 1917 вибраний членом Ради. З лютого 1918 у складі Народного секретаріату БНР - державний контролер. 

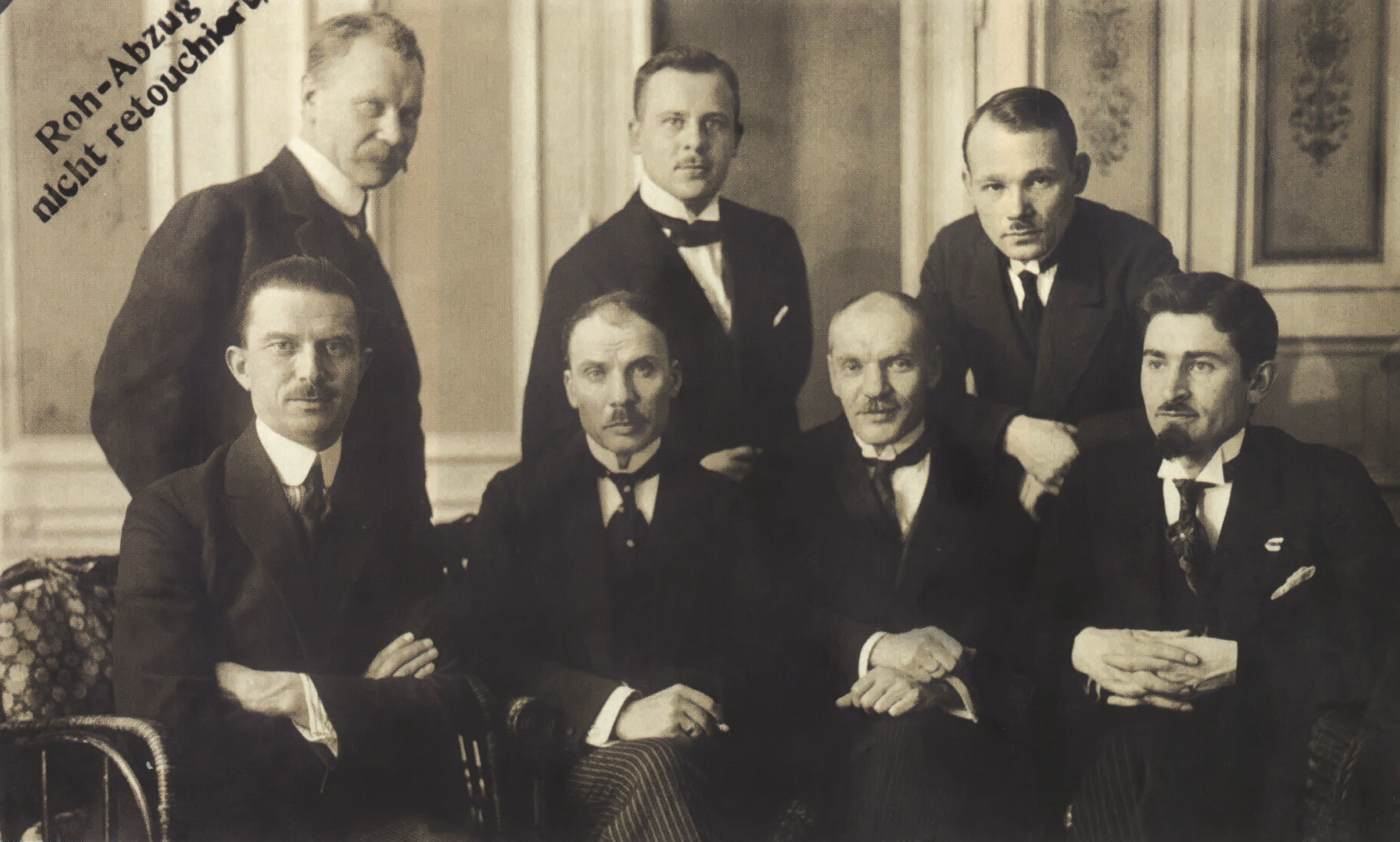
Керівники білоруських представництв i місій у європейських країнах. Сидять (зліва направо): Євген Ладнов, Василь Захарка, Микола Вершинін, Лявон Заяц; стоять: Леон Вітан-Дубейковський, Янка Чарапук, Юхим Белевич. Жовтень 1919 р. (БДАМЛіМ).

9 лютого 1919 року взяв участь в організованому Луцкевичем зібранні білоруських організацій, на якому була прийнято рішення, щоб почати переговори з польським урядом щодо створення польсько-білоруської федерації.  Умовою  було визнання польською стороною Ради Міністрів БНР як офіційного уряду Білорусі, однак польський уряд цього не зробив.
Після розколу Ради БНР 13.12.1919 завідувач канцелярією та державний секретар в Народній Раді БНР. Учасник 2 Всебілоруської конференції 1925 р.  у Берліні, де визнав Мінськ єдиним центром національно-державного відродження Білорусі. 
У 1925 р. повернувся до Мінська. До арешту працював консультант-інспектором бюджетного управління наркомату фінансів БРСР. Підпав під «чистку апарату», звільнений і 19 липня 1930 заарештований ГПУ БРСР у справі «Спілки визволення Білорусі». 10 квітня 1931 р. засуджений як «член контрреволюційної організації» і за «антирадянську агітацію» засланий на 5 років до Уфи. 25 липня 1935 р. повторно заарештований обласним управлінням НКВС СРСР. Помер у в'язниці під час слідства. Реабілітований ВС БРСР 10 червня 1988 р. 
Автор публіцистичних статей і спогадів про діячів білоруської культури.